# Landry Dimata
Landry Nany Dimata (R.D. del Congo, 1 de setembre de 1997) és un futbolista professional belga que juga com a davanter pel Samsunspor turc.

## Carrera de club
Dimata va jugar amb l'Standard Liège com a junior. Va fitxar pel K.V. Oostende el 2016. Va debutar a la Belgian Pro League el 4 d'agost de 2016 contra el KRC Genk. El juliol de 2017, Dimata va ser traspassat al VfL Wolfsburg per 10 milions d'euros.
El juliol de 2018, Dimata va marxar al RSC Anderlecht belga, en una cessió fins a final de temporada, amb opció de compra. El novembre de 2018, el RSC Anderlecht va exercir l'opció de compra sobre Dimata.
L'1 de febrer de 2021, Dimata fou cedit al RCD Espanyol, per un any, fins a final de temporada. L'operació incloïa una clàusula de compra. El 2 de juny de 2021 va signar contracte permanent amb l'Espanyol.

## Internacional
El setembre de 2020, Dimata fou convocat per la selecció de Bèlgica per uns partits de la Lliga de les Nacions de la UEFA contra Dinamarca i Islàndia.